# Digitális jelfeldolgozás

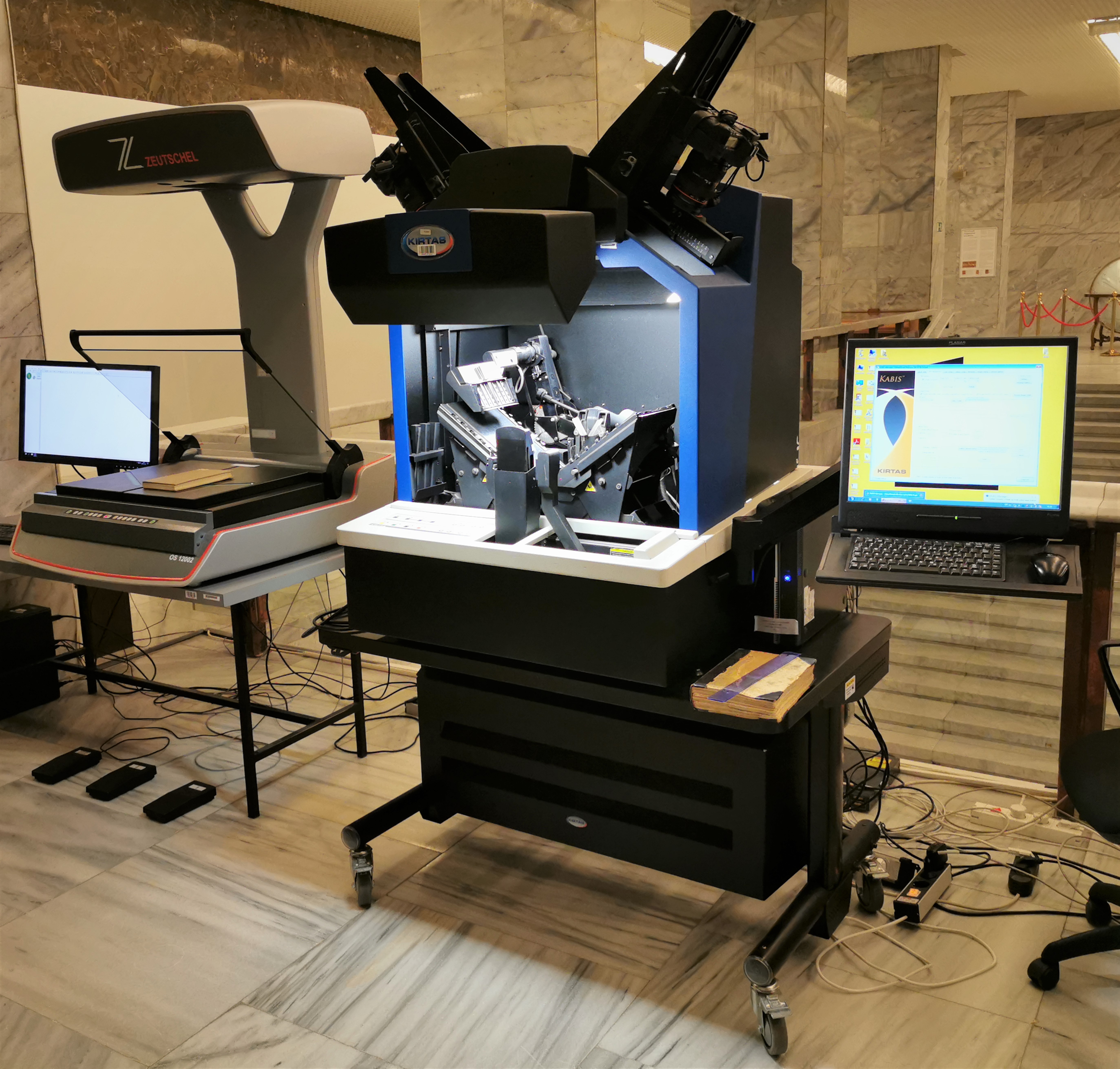
Szkennerek az Országos Széchényi Könyvtárban

Digitális jelfeldolgozásnak (angolul Digital Signal Processing, DSP) vagy digitalizálásnak nevezzük azt a folyamatot, amikor egy fizikai mennyiséget valamilyen módon számítógéppel feldolgozhatóvá teszünk.
A digitalizálás szó a digitális szóból ered, „átalakítás digitális formátumúra” jelentéssel. A fizikai dolgokat (melyek „analóg”, számítógépek által közvetlenül nem kezelhető formában léteznek) valamilyen módon jellemezni kell digitális formában ahhoz, hogy azokkal a számítógépek dolgozni tudjanak.
A digitalizálás nagyon tág fogalom: a digitalizálás pontos módja nemcsak a fizikai dologtól függ, hanem attól is, hogy azt milyen célból vagy módon akarjuk számítógéppel felhasználni.
A digitális jelfeldolgozás fő témakörei a hangdigitalizálás, digitális képfeldolgozás, a digitális beszédfeldolgozás és a digitális méréstechnika.

## Mintavételezési eljárás
A számítógépek elterjedésével szükségessé vált a digitális jelfeldolgozás használata. Hogy egy analóg jelet egy számítógépen használjunk, digitalizálnunk kell ezt egy analóg/digitális átalakító (A/D konverter) segítségével.
A digitalizálás általában 2 lépcsőből áll: mintavételezés és kvantálás. A mintavételezéskor a jelek helye egyenlő osztályokra osztódik, majd egyenértékű reprezentatív jelekre cserélődnek, az azonos osztályokban. A kvantálás alatt a reprezentatív jelek értékei egy véges készlet megközelítő értékeit veszik fel.
A kvantálás a digitalizálás azon része, amikor is átalakítja az analóg jel amplitúdó értékeit bináris számokká, amelyeknek alapegysége a bit. A mintavételezés és kvantálás művelete megmutat néhány, a digitalizált jel spektrumában bekövetkező jelentős változást. Ezek a változások nagymértékben függnek a kvantálás pontosságától és a mintavételezés gyakoriságától, amelyek megfelelően illeszkednek a digitalizálás feltételeihez.
Ahhoz, hogy megfelelő mintánk legyen, a Nyquist-Shannon mintavételi elvnek kell teljesülnie. Ez röviden annyit tesz, hogy a mintavételezési frekvenciának nagyobbnak vagy egyenlőnek kell lennie, mint a jel sávszélességének kétszerese, feltéve, ha megfelelően van szűrve. (A sávszélesség itt a frekvencia alternatívája.)
A digitál-analóg (D/A) átalakítót a digitális jel analóg jellé való konvertálásához használjuk. A digitális számítógép használata a digitális rendszerekben kulcsfontosságú.

## Példák a digitalizálásra

### Képek digitalizálása
A digitális kép numerikus reprezentációja egy kétdimenziós képnek. Attól függően, hogy a képfelbontás rögzített, a digitális kép lehet vektor vagy raszter típusú.

#### Raszteres kép
A raszteres képek véges értékek halmaza, azaz képelemek vagy pixelek. A digitális kép állandó számú sor és oszlop pixelt tartalmaz. A pixelek a legkisebb elemek egy képen, amelyek meghatározzák egy pont színárnyalatát. Jellemzően a pixelek a számítógép memóriájában vannak tárolva, mint egy raszteres kép vagy raszteres térkép, egy kétdimenziós tömb kis egész számokból. Ezek az értékek gyakran vannak továbbítva vagy tárolva tömörített formában.Raszteres képeket lehet létrehozni a különböző beviteli eszközökkel és technikákkal, mint például a digitális fényképezőgépek, szkennerek, koordináta-mérőgépek, szeizmografikus profilalkotók, és így tovább. Elő lehet állítani őket tetszőleges nem-képadatokból, mint például a matematikai függvények vagy háromdimenziós geometriai modellek, amelyek a számítógépes grafika részterülete.

##### Raszterfájlok
A felhasználók akkor érintkeznek a raszteres képekkel amikor digitális fényképezőgépekkel dolgoznak, amelyek több kép formátumot használnak. Egyes digitális fényképezőgépek hozzáférést biztosítanak szinte minden adathoz amit rögzített a kamera, felhasználva egy nyers képformátumot. Az Universal Photographic Imaging Guidelines ( UPDIG) szerint ezek a formátumok akkor használhatók, ha a fájlok a legjobb minőségű képek. Ezek a fájlformátumok lehetővé teszik a fotós számára a legnagyobb szintű ellenőrzést és pontosságot a képek szerkesztésében. Ezek használatát gátolja a védett információk gyakorisága, de voltak már olyan kezdeményezések, mint például az OpenRAW amely befolyásolni próbálta a gyártókat, hogy kiadják ezeket a nyilvántartásokat a nyilvánosságnak. Másik lehetőség lehet a Digital Negative (DNG), egy szabadalmaztatott Adobe termék.

#### Vektoros kép
Vektoros képek a matematikai geometriából (vektor) származnak. Matematikailag kifejezve a vektor egy irányított szakasz, tehát rendelkezik iránnyal és hosszal. Gyakran előfordul, hogy a raszteres és vektoros elemeket összekapcsoljuk egy kép megszerkesztésénél. Például: egy reklámtábla esetében a szöveg (vektor) és a fényképek (raszter).

#### Történelem
A korai digitális faxok, mint a kábel kép átviteli rendszer évtizedekkel megelőzte a digitális fényképezőgépeket és a számítógépeket. Az első kép amit szkenneltek, tároltak és digitális képpontokká alakítottak, a SEAC-en (Standards Eastern Automatic Computer) volt megjelenítve. A haladás a digitális képek terén folytatódott az 1960-as években. Projektek folytak többek között a Jet Propulsion laboratóriumnál, az MIT-n, a Bell laboratóriumnál és a Marylandi Egyetemen ahol digitális képeket használtak, hogy korszerűsítsék a műholdképeket, fejlesszék az orvosi képalkotást, a videótelefon technológiáját, a karakterfelismerést és javítsák a fényképek minőségét.
Gyors fejlődése a digitális képalkotásnak azzal kezdődött, hogy kidolgozták a mikroprocesszorokat az 1970-es évek elején, amellyel párhuzamosan előrelépést értek el a tárolási és kijelző technológiákban. A számítógépes axiális tomográfia feltalálása, amely az X-sugarakkal készít egy háromdimenziós tárgy egy „szeletéről” egy digitális képet, nagy jelentőségű volt, az orvosi diagnosztikában. Ugyanakkor az analóg képek digitalizálása elősegítette a régészeti leletek bővítését és helyreállítását és olyan területeken kezdték használni, mint a nukleáris medicina, a csillagászat, a bűnüldözés, a védelem és az ipar.